# Burg Rosenthal (Hessen)
Die Burg Rosenthal ist eine abgegangene, im Jahre 1343 erstmals urkundlich erwähnte und um die Wende zum 19. Jahrhundert abgebrochene Stadtburg in der Kernstadt von Rosenthal im nordhessischen Landkreis Waldeck-Frankenberg. Nur noch geringe Reste sind erhalten geblieben.
Zum Aussehen der ehemaligen Burg ist nur wenig bekannt. Abbildungen sind bisher nicht überliefert. Eine Amtsrechnung von 1695 nennt das Gebäude „eine fürstlich steinerne Burg, daran ein hoher Turm mit einer umgehenden Ringmauer umfangen“.

## Geographische Lage
Die wohl eher kleine Stadtburg befand sich im äußersten Nordwesten der um 1327 gegründeten Stadt Rosenthal, innerhalb der die Stadt damals umgebenden Wall-und-Graben-Befestigung. Heute befindet sich an der Stelle der einstigen Burg am westlichen Ende der Zehntstraße die 1831 erbaute sogenannte „Alte Schule“ (Schulstraße 7; Teil des Hotel- und Ferienwohnungkomplexes „Hofraithe Park“). Am östlich gelegenen Vorfeld bzw. der heutigen Zufahrt steht an der Nordseite das um 1699 errichtete ehemalige Amtshaus der Landgrafen von Hessen-Kassel (Zehntstraße 12) und an der Südseite das Mitte des 19. Jahrhunderts gebaute alte Forsthaus (Zehntstraße 7; beide ebenfalls Teil des „Hofraithe Park“). Von der ehemaligen Burg sind heute nur noch Mauerreste und ein Gewölbekeller an der Alten Schule erhalten geblieben.

## Geschichte

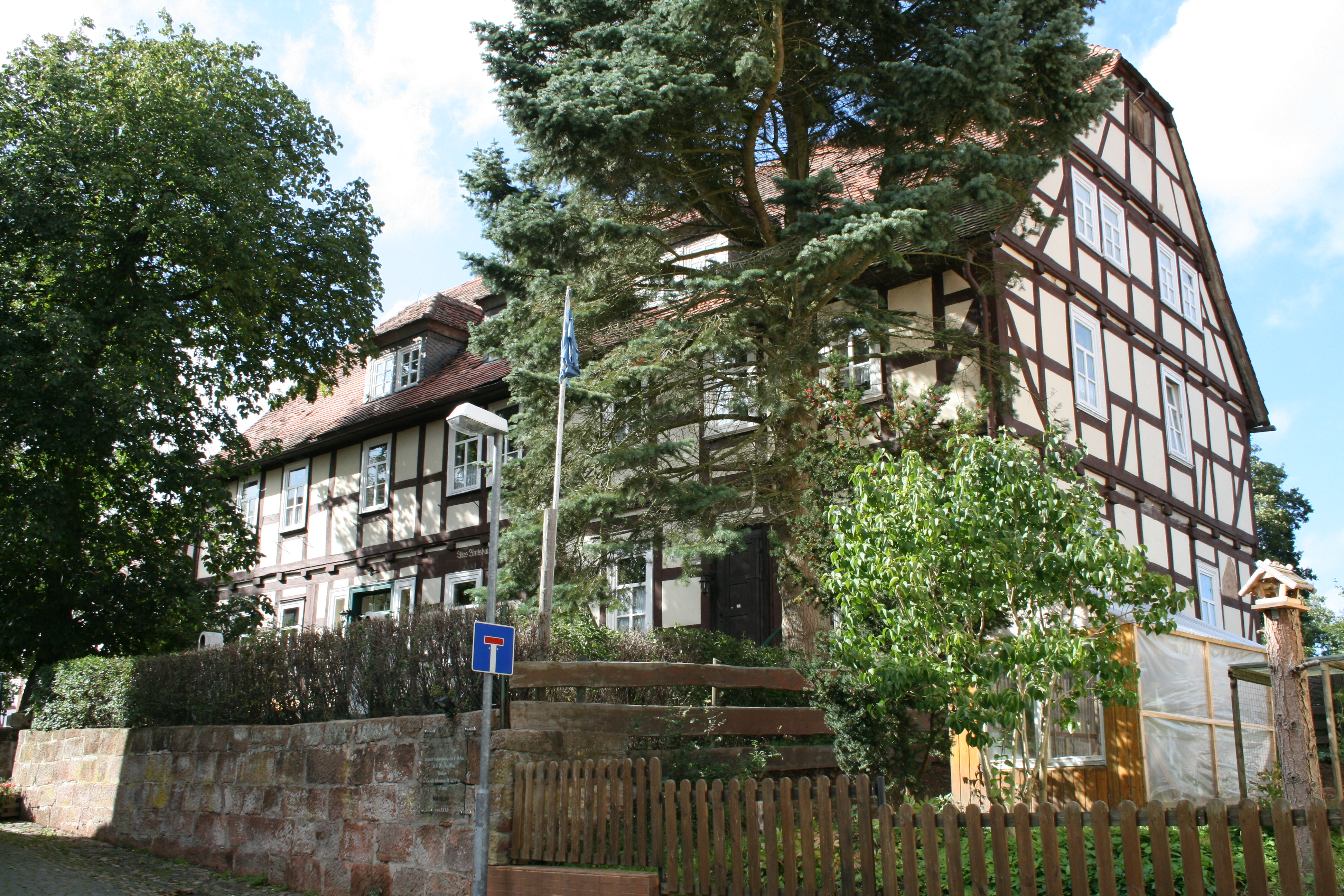
Das Amtshaus (1699 erbaut) in Rosenthal steht am nördlichen Rand der abgegangenen Burg; die Grund- und Umfassungsmauern werden als Steinreste der Burg gedeutet. Die Traufseite ist der ehemaligen Einfahrt der Burg zugewandt.

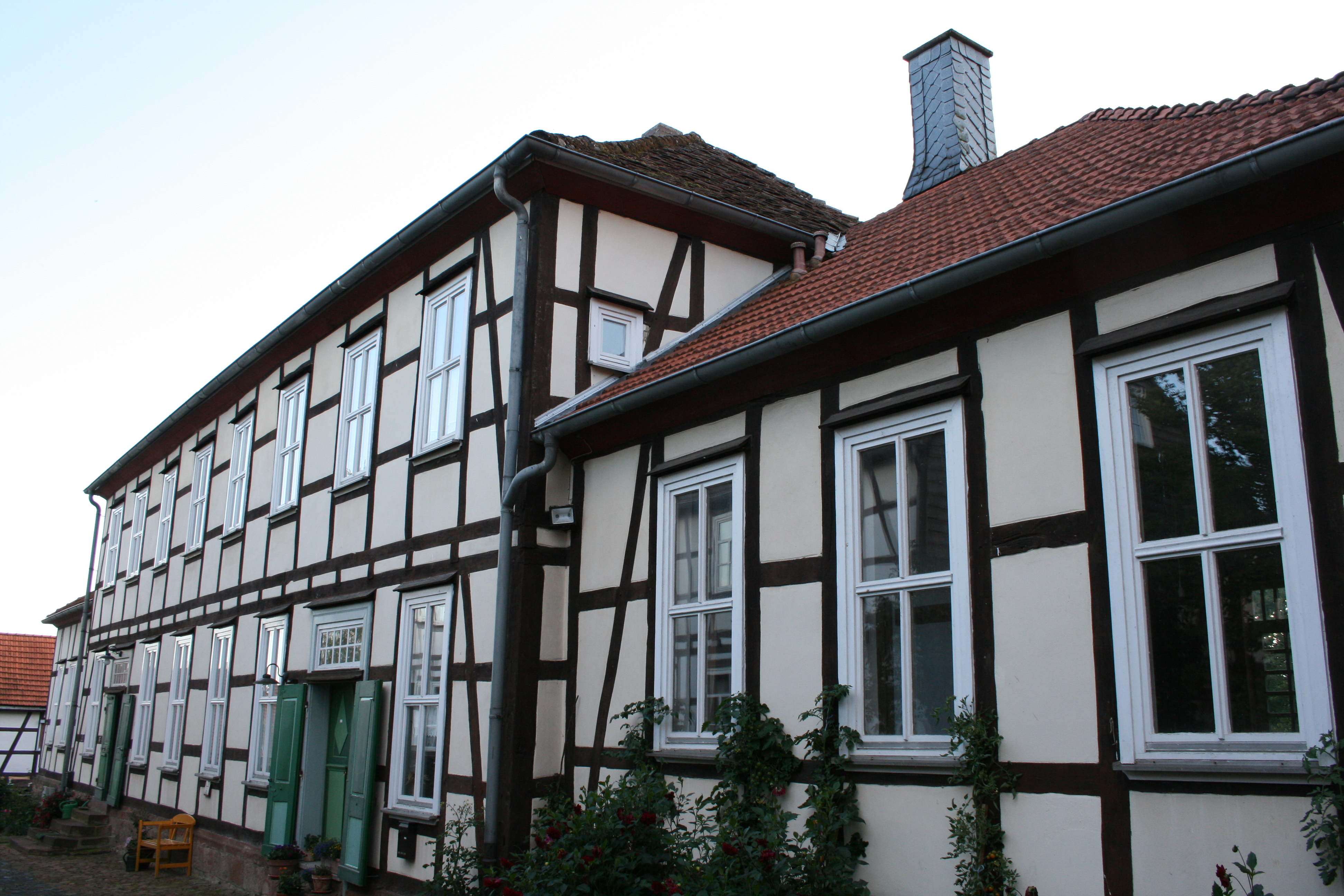
Auch die Alte Schule wurde auf dem Standort der Burg 1831 errichtet.

Um 1327 gründete der Mainzer Erzbischof Matthias von Buchegg in der mainzischen Zent Bentreff den Ort Rosenthal, bereits um 1340/45 mit Stadtrecht ausgestattet, zur Sicherung des kurmainzer Besitzes in der Umgebung gegen die Landgrafen von Hessen und die Grafen von Ziegenhain. Vermutlich wurde die dortige Burg, Sitz des mainzischen Amtmanns, gleichzeitig errichtet. Erstmals urkundlich genannt wurde die Burg im Jahre 1343. Im gleichen Jahr wurde Rosenthal erstmals als Stadt (Oppidum) bezeichnet. Die Burg hatte nur geringe militärische Bedeutung und war wohl auch nur mit Graben und Wall befestigt.
Bereits 1346 verpfändete Erzbischof Heinrich III. Burg und Stadt Rosenthal, das gesamte Gericht Bulenstrut und weitere Dörfer an die Brüder Konrad und Werner Milchling, Mainzer Ministeriale, wahrscheinlich um sich deren Hilfe im Mainzer Kirchenstreit mit Gerlach von Nassau zu sichern. In der Folge war die Burg, meist gemeinsam mit der Stadt selbst und mit dem Gericht Bulenstrut, nahezu ununterbrochen an Mainzer Gefolgsmannen verpfändet. 1355 verpfändete Erzbischof Gerlach Rosenthal und das Gericht Geismar nebst Zubehör an Hermann von Schweinsberg und den Amtmann zu Rosenthal, Hermann von Falkenberg, der 1359 und 1362 den Schweinsberger Anteil für sich einlöste. 1385 löste Erzbischof Adolf I. von Hans (Johann VII.) von Falkenberg, dem Sohn Hermanns, die Burg und die Stadt Rosenthal, das halbe Gericht Geismar und die Bulenstrut ein und übertrug diese Pfandschaft an Ludwig und Dietrich von Linsingen. 1391 erhielt Friedrich von Erfurtshausen als Lehen von Erzbischof Konrad II. das Gericht zu den Eichen, ein Burglehen zu Rosenthal und ein Burglehen zu Mellnau.
Im Januar 1401 verpfändete Erzbischof Johann II. die Burgen Rosenthal und Mellnau den Brüdern Wigand und Kraft von Hatzfeld und ernannte die beiden zu dortigen Amtsleuten.
1404 löste Erzbischof Johann II. das Pfand auf die Burgen und Ämter Rosenthal und Mellnau wieder ein; hinsichtlich Rosenthal geschah dies mit finanzieller Hilfe der Ritter Gerlach und Johann von Breidenbach. Bereits 1405 verschrieb er Burg, Stadt und Amt Rosenthal den Brüdern Eckart und Volprecht von Therse, 1408 und 1409 verpfändete er sie an Heidenreich Schenk zu Schweinsberg und dessen Ehefrau Nese. Später waren Burg, Stadt und Amt Rosenthal, wie zwei nahezu gleichzeitig, am 19. und 21. September 1443, ausgestellte Mainzer Urkunden nahelegen, anscheinend zu gleichen Teilen an Hermann Gaugrebe einerseits und Reinhard von Dalwigk und Bernhard von Herzenrode andererseits verpfändet und gingen im September 1443 nach Pfandauslösung über an Guntram Schenk von Schweinsberg und dessen Ehefrau Else.
Im April 1462 erlaubte der in der Mainzer Stiftsfehde gegen Adolf II. kämpfende Erzbischof Diether dem in Marburg residierenden Landgrafen Heinrich III. der Teil-Landgrafschaft Oberhessen, das von Guntram Schenk von Schweinsberg gehaltene Pfand an Burg, Stadt und Amt Rosenthal auszulösen. Erzbischof Adolf II. bestätigte im Mai 1464 diese (sowie eine Anzahl weiterer von Diether veranlassten) Verpfändungen an Landgraf Heinrich III., und dieses Pfand gelangte im Jahre 1500 mit dem Tod von Heinrichs Sohn Wilhelm III. an die landgräfliche Hauptlinie in Kassel. Mit dem Merlauer Vertrag von 1583 wurde Rosenthal dann vollständig an Landgraf Ludwig IV. von Hessen-Marburg abgetreten, und mit dem Erlöschen dieser kurzlebigen hessischen Nebenlinie gelangten Burg, Stadt und Amt Rosenthal 1604 an die Landgrafschaft Hessen-Kassel.
Nach der Besitzergreifung durch die Landgrafen verlor die Burg ihre Bedeutung. Sie erlitt beim großen Stadtbrand am 16. März 1595 zwar nur geringen Schaden, verfiel jedoch in der Folgezeit, da ungenutzt, mehr und mehr. Im Dreißigjährigen Krieg erlitten die Stadt und die Burg schwere Zerstörungen, und 1647 berichtete der landgräfliche Schultheiß zu Rosenthal, dass die Burg eingestürzt sei. Ab 1690 wurde auf dem Areal vor der verfallenen Burg ein Amtshaus errichtet, das noch um 1800 als die „sogenannte alte Burg“ bezeichnet wurde. Die Reste der Burgruine selbst wurden Anfang des 19. Jahrhunderts dann nahezu ganz abgetragen. Dort wurde 1831 die sogenannte Alte Schule errichtet.